# 豊島心桜の若手社員さん質問です!
『豊島心桜の若手社員さん質問です!』（とよしまこころのわかてしゃいんさんしつもんです!!）は、2024年11月19日からNST新潟総合テレビで放送されている豊島心桜がレポーターを務め新潟県内企業のオフィスや工場を訪問して若手社員に聞きたいことをインタビューするローカル番組である。
番組フルバージョンはNST新潟総合テレビ公式Youtubeチャネルで公開されている。

## 出演者
レポーター
- 豊島心桜

ナレーター
- 廣川明美

## 放送
| 回    | 放送日         | 訪問地 | 業種   |
| ----- | -------------- | ------ | ------ |
| 初回  | 2024年11月19日 | 加茂市 | 建設業 |
| 第2回 | 未定           | 未定   | 未定   |